# Morgante
Pour l’article homonyme, voir Morgante (personne).
Morgante, (titre original : Morgante Maggiore, soit le « Grand Morgante »), est le nom donné d'un poème chevaleresque burlesque de vingt-huit chants écrit par Luigi Pulci, poète de la Renaissance, entre 1460 et 1479. La première édition date de 1483.

## Description
Basé sur la matière de France, le poème raconte l'histoire de Roland et Renaud de Montauban (en italien, Renaldo ou Rinaldo), le plus célèbre des paladins de Charlemagne, de manière souvent burlesque. Composé à la demande de Lucrezia Tornabuoni (mère de Laurent de Médicis), il reprend et transforme le contenu du Chant de Roland (Cantare d’Orlando) d’un anonyme du XIVe. On y retrouve les principaux personnages du cycle carolingien : Charlemagne, Roland, Olivier, Renaud, Ganelon….
Le personnage qui donne son nom à l'œuvre est un géant qui, ayant été défait par Roland, devient son compagnon.

## Le géant
Morgant, autrement appelé Morgante, est le héros du roman de chevalerie Morgant le géant. Géant violent, mais fidèle, Morgant se met au service d’un but qui dépasse sa violence (dénuée de raison et de frein) et qui, en un sens, le rachète de sa brutalité même. Pulci a fait de Morgant un personnage vivant et haut en couleur. Alors qu’il était en train d’assiéger une abbaye aidé par deux autres géants, il rencontre le chevalier Roland (qui le convertit au christianisme) et devient son écuyer. Avec un cheval, une vieille armure et un battant de cloche, il part avec lui en Paganie à la recherche d’autres aventures. 
Après avoir accompli ses premiers exploits en luttant contre le Diable, il va à Paris en conduisant une armée au secours de Charlemagne en compagnie de Meridiana (fille de Caradore). À Paris, il massacre les ennemis. Peu après il rencontre Margutte, qu’il prend pour compagnon et écuyer. Sa force ne connaît pas d’obstacles (il tue lions, éléphants, crocodiles) mais il est très généreux avec les faibles. Parti à la recherche de Roland, il le retrouve à Bambillona et, une fois la ville conquise, s’embarque avec lui. 
Il vient de tuer une baleine lorsque, ayant mis les pieds dans l’eau, une crevette le mord et le géant meurt, pleuré par Roland et Renaud.
« Gourmand, vantard, ignorant, naïf, mais bon, fidèle et courageux », ainsi défini par De Sanctis, Morgant est le type du héros robuste et magnanime tel qu’un peuple peut le concevoir.